# Poses (album de Rufus Wainwright)
Albums de Rufus Wainwright
Rufus Wainwright
(1998) Want One
(2003)
Poses est le deuxième album de Rufus Wainwright, sorti en 2001.
| 1.    | Cigarettes and chocolate milk           | 4:44 |
| 2.    | Greek song                              | 3:56 |
| 3.    | Poses                                   | 5:02 |
| 4.    | Shadows                                 | 5:35 |
| 5.    | California                              | 3:23 |
| 6.    | The tower of learning                   | 4:47 |
| 7.    | Grey gardens                            | 3:08 |
| 8.    | Rebel prince                            | 3:44 |
| 9.    | The consort                             | 4:25 |
| 10.   | One man guy                             | 3:31 |
| 11.   | Evil angel                              | 4:43 |
| 12.   | In a graveyard                          | 2:22 |
| 13.   | Cigarettes and chocolate milk (Reprise) | 4:00 |
| 14.   | Across the universe (remix)             | 4:08 |
| 57:34 |                                         |      |

La majorité des chansons ont été écrites à l'Hotel Chelsea à New York durant l'été 1999.